# من أنتم
من أنتم هو برنامج تلفزيوني حواري في قناة القاهرة والناس تذيعه بسمة.

## ضيوف الحلقات
- الحلقة 1: حلقة تجميعية عن أهم الحلقات طوال شهر رمضان.
- الحلقة 2: جيهان فاضل وأبو الليف
- الحلقة 3: علاء صادق ومجدي عبد الغني
- الحلقة 4: وائل الإبراشي وتامر أمين
- الحلقة 5: وائل الإبراشي وتامر أمين
- الحلقة 6: هاني رمزي وجورج إسحاق
- الحلقة 7: أحمد بدير ومدحت العدل
- الحلقة 8: حازم حمادي (لواء) وجمال عيد (ناشط)
- الحلقة 9: محمد حمودة (محامي أحمد عز) وعبد الحليم قنديل (صحفي)
- الحلقة 10: محمد حمودة (محامي أحمد عز) وعبد الحليم قنديل (صحفي)
- الحلقة 11: سيد درويش (كاتب) ومحمد العدل (منتج)
- الحلقة 12: تامر حبيب (سيناريست) ومي كساب (مغنية)
- الحلقة 13: إقبال بركة (كاتبة) ومبروك عطية (داعية إسلامي)
- الحلقة 14: عمرو حمزاوي وأحمد أبو بركة
- الحلقة 15: مالك مصطفى وطارق زيدان
- الحلقة 16: عمار الشريعي وأحمد فؤاد نجم

## تاريخ العرض
يبث يوميا طيلة رمضان 1432ه/2011م في 10:00 مساء بتوقيت مكة المكرمة ويعاد في 04:00 صباحا و10:30 صباحا و04:55 مساء بتوقيت مكة المكرمة.